# 特拉穆瓦
特拉穆瓦（法語：Tramoyes，法語發音：[tʁamwa] ⓘ）是法国东部安省的一个市镇，属于布雷斯地区布尔格区。

## 地理
特拉穆瓦（45°52'42"N, 4°58'5"E）面积12.93 平方千米，位于法国奥弗涅-罗讷-阿尔卑斯大区安省，该省份为法国东部省份，北起汝拉省，西北接索恩-卢瓦尔省，西接罗讷省和里昂大都会，南至伊泽尔省，东与萨瓦省、上萨瓦省和瑞士接壤。
与特拉穆瓦接壤的市镇（或旧市镇、城区）包括：贝诺、拉布瓦斯、米奥奈、米里贝勒、蒙吕埃勒、圣莫里斯德贝诺。
特拉穆瓦的时区为UTC+01:00、UTC+02:00（夏令时）。

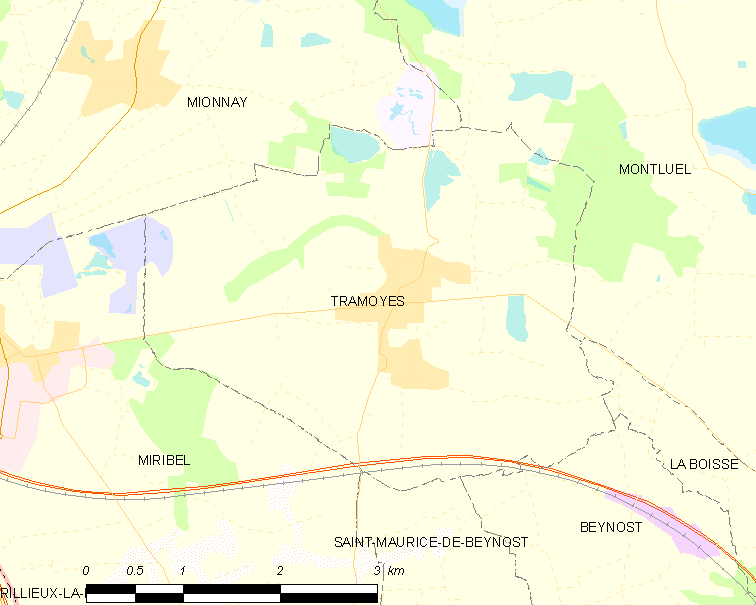
特拉穆瓦的OSM定位图

## 行政
特拉穆瓦的邮政编码为01390，INSEE市镇编码为01424。

## 政治
特拉穆瓦所属的省级选区为米里贝勒县。

## 人口

1962-2008年间特拉穆瓦人口变化图示

特拉穆瓦于2022年1月1日时的人口数量为1845人。